# Фахи, Шэвон
Шэво́н Ма́йре Ди́рдра Фа́хи (ирл.  и англ. Siobhan Máire Deirdre Fahey; род. 10 сентября 1958, Дублин, Ирландия) — ирландская певица и музыкант, одна из основательниц британской женской поп-группы 1980-х годов Bananarama, а также дуэта Shakespears Sister. Её вокальный диапазон представляет собой лёгкое контральто.

## Ранние годы
Шэвон Фахи родилась 10 сентября 1958 года в Дублине. У неё есть две младших сестры — Майре (которая исполнила роль Эйлин в клипе на песню 1982 года «Come On Eileen», ставшую хитом британской группы Dexys Midnight Runners) и Ниам. Их родители, Хелен и Джозеф Фахи, оба родом из графства Типперэри, Ирландия. Фахи жила в Дублине около двух лет, прежде чем её семья переехала в Йоркшир, Англия. Там её отец Джозеф поступил на службу солдатом британской армии. Впоследствии семья переехала в Германию, а затем вернулась в Соединённое Королевство, где Фахи отправили в монастырскую школу в Эдинбурге, Шотландия. Затем она посещала школы в Страуде, Глостере и в графстве Кент на юге Англии. Когда Шэвон было четырнадцать, она вместе с семьёй переехала в Харпенден. Два года спустя она ушла из дома и уехала в Лондон. В конце 1970-х Шэвон увлеклась панк-движением.

## Музыкальная карьера

### Bananarama (1981—1988, 2017—2018)
Шэвон прошла курс модной журналистики в Лондонском колледже моды, где в 1980 году она познакомилась с Сарой Даллин. Вместе с Керен Вудворд они с помощью Пола Кука из Sex Pistols основали трио Bananarama и в 1981-м записали своё первое демо песни «Aie a Mwana». Затем Bananarama работала с мужским вокальным трио Fun Boy Three, выпустив вместе с ними в начале 1982 года два из пятёрки топовых синглов. В следующем году девушки самостоятельно выпустили ещё один хит из пятёрки лучших «Shy Boy». Фахи, наряду с Даллин и Вудворд, стала соавтором многих хитов группы, включая «Cruel Summer», «Robert De Niro’s Waiting…», «I Heard a Rumour», «Love in the First Degree».

### Shakespears Sister (1988—1996)
В 1988 году, разочарованная продвижением Bananarama, Фахи покинула группу и сформировала Shakespears Sister. Первоначально Шэвон фактически и являлась Shakespears Sister, но позже американская певица и по совместительству автор песен Марселла Детройт стала официальной участницей, превратив Shakespears Sister в дуэт. Их сингл 1992 года «Stay» восемь недель находился на первом месте в британском чарте синглов и выиграл премию Brit 1993 года за лучший британский клип. На вручении премии Айвора Новелло 1993 года Фахи, Детройт и Дейв Стюарт получили награду за выдающуюся коллекцию современных песен. Шэвон часто появлялась в музыкальных клипах группы и на сцене в образе гламурной женщины-вампира. После двух успешных альбомов между Фахи и Детройт начала расти напряжённость, и в 1993-м дуэт распался. В том же году Шэвон попала в психиатрическую больницу с тяжёлой депрессией.
В 1996 году Фахи вновь в одиночку стала Shakespears Sister и выпустила сингл «I Can Drive». Эта её первая запись после расставания с Марселлой Детройт, задуманная как первый сингл из третьего альбома Shakespears Sister, сильно разочаровала, заняв 30-е место в британском хит-параде, что побудило компанию звукозаписи London Records не выпускать альбом После этого Фахи покинула лейбл и в результате долгой битвы наконец-то в 2004 году получила право самостоятельно выпустить альбом (под названием #3) через свой собственный сайт.

### Последующие годы
В 1998 году Шэвон ненадолго присоединилась к Bananarama, чтобы записать кавер-версию «Waterloo» группы ABBA для специальной программы о «Евровидении» «A Song for Eurotrash» на британском телеканале Channel 4. Она снова присоединилась к Bananarama в 2002 году для «последнего в истории» воссоединения группы на концерте, посвященном их 20-летию; тогда в лондонском клубе GAY трио исполнило такие хиты, как «Venus» и «Waterloo».
В 2005 году Фахи самостоятельно выпустила альбом The MGA Sessions, записанный с помощью Софи Мюллер, с которой она часто сотрудничала в середине 1990-х. Последний сингл Шэвон Фахи (под её собственным именем) «Bad Blood» был выпущен 17 октября 2005 года.
Её трек «Bitter Pill» был частично использован поп-группой The Pussycat Dolls и представлен в их дебютном альбоме 2005 года PCD. Текст, который был слегка изменён, и общая мелодия песни взяты из «Bitter Pill», но в них добавился хор «Hot Stuff» Донны Саммер. Песня была переименована в «Hot Stuff (I Want You Back)», а ремикс был включён в качестве стороны B в их сингл «Beep».
В 2008 году Фахи появилась в короткометражном фильме Криса Уорда «Что мы сделаем с пьяным матросом» («What Shall We Do with the Drunken Sailor»; по мотивам жизни художницы и модели Нины Хэмнетт), где Шэвон, сыграв роль Хэмнетт, снялась с актёром Клайвом Арринделом, фронтменом панк-группы Towers of London Донни Туреттом и бывшим вокалистом панк-группы Fatal Microbes Хони Бейном.
В 2009 году Фахи решила воскресить имя Shakespears Sister и выпустила новый альбом. Названный Songs from the Red Room, он был издан под её собственным лейблом SF Records и включал в себя различные синглы, которые певица выпускала под своим собственным именем в последние годы. 20 ноября 2009 года в Хокстоне, Лондон, Фахи в качестве Shakespears Sister впервые за почти 15 лет выступила на концертной сцене. В 2014 году она присоединилась к составу Dexys Midnight Runners для некоторых выступлений, в том числе на фестивале в Гластонбери.
В 2017 году было объявлено, что Фахи воссоединилась со своими бывшими подругами по группе Bananarama для предстоящего тура по Великобритании. Это был первый концертный тур, который певица совершила в составе Bananarama. В 2018-м они также совершили концертный тур по Северной Америке и Европе.
В 2019 году она и Марселла Детройт вновь объединились для воссоздания дуэта Shakespears Sister, начав с появления 10 мая 2019 года в программе «Шоу Грэма Нортона» на BBC One.

## Личная жизнь
В 1987 году Шэвон Фахи вышла замуж за Дэйва Стюарта из Eurythmics; пара развелась в 1996 году. У них двое сыновей — Сэм (род. в 1987) и Джанго Джеймс (род. в 1991). Оба брата создали музыкальную группу под названием Nightmare и Cat. В детстве Сэм Стюарт появлялся в ранних видеоклипах Shakespears Sister, таких как «Heroine» и «You’re History». Джанго Стюарт также является актёром.

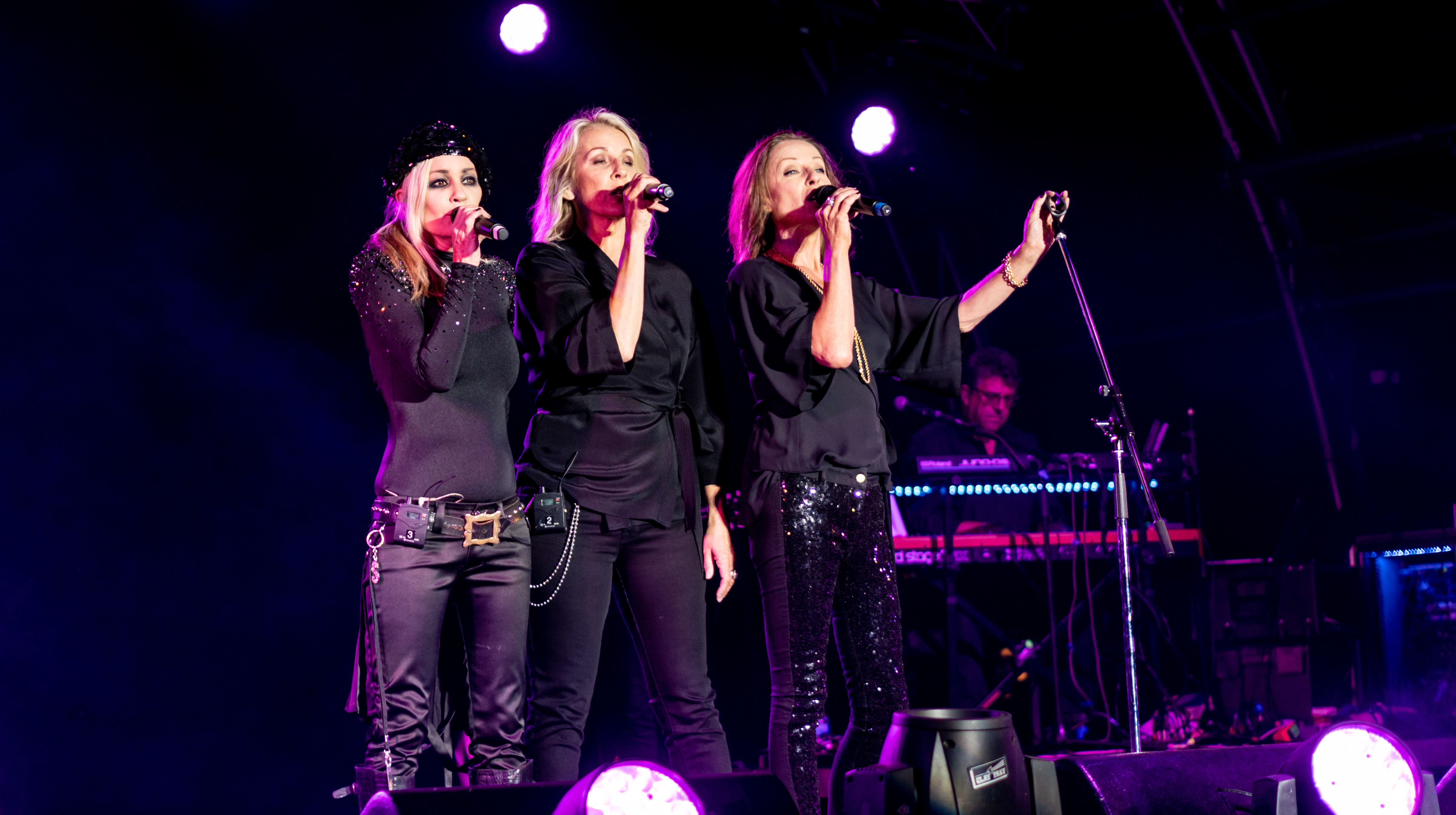
Bananarama

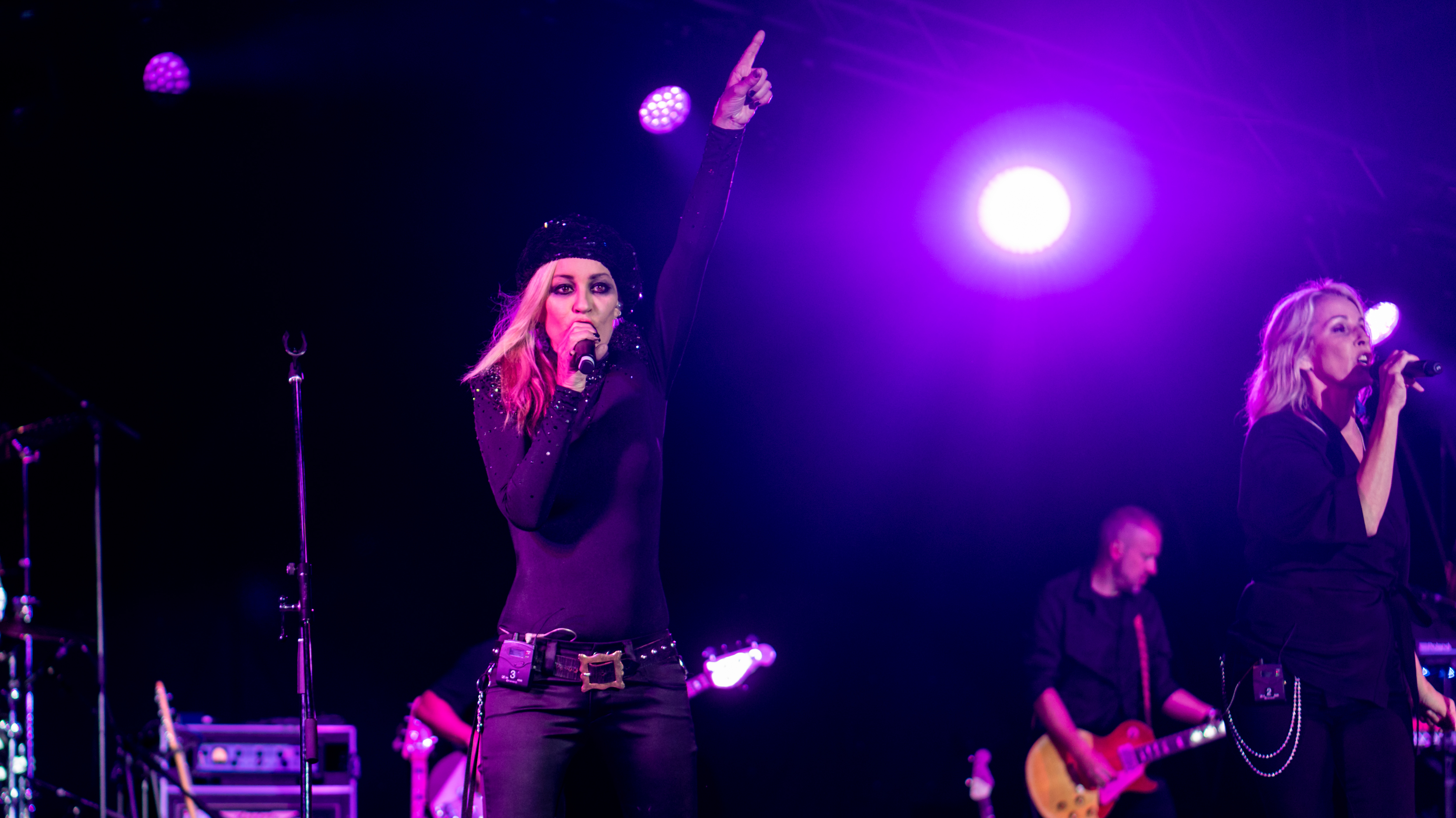
Шэво́н Ма́йре Ди́рдра Фа́хи

До замужества с Дейвом Стюартом Шэвон Фахи состояла в романтических отношениях с Джимом Рейли, барабанщиком североирландской панк-рок-группы Stiff Little Fingers, и шотландским певцом Бобби Блубеллом из The Bluebells, в соавторстве с которым она сочинила хит номер 1 в Великобритании «Young at Heart».

## Дискография

### Альбомы
- 2005 — The MGA Sessions

### Синглы
- 2002 — Bitter Pill
- 2003 — Fear Is Real (Psychonauts, с участием Шэвон Фахи)
- 2004 — Cold (Death in Vegas, миксы)
- 2004 — It’s a Trip
- 2004 — She’s Lost Control (Erreur Fatale, с участием Шэвон Фахи)
- 2005 — Pulsatron
- 2005 — Bad Blood